# Liste der Polizeieinsatzarten

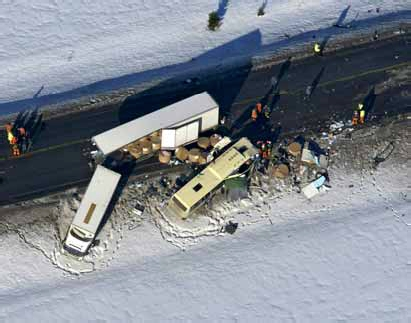
Einsatzart Verkehrsunfall

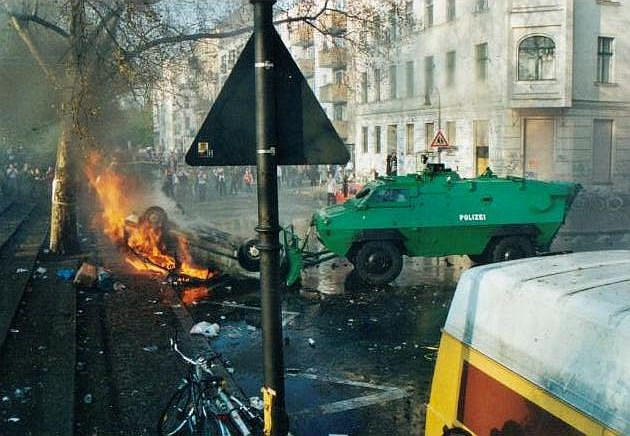
Landfriedensbruch bei den Kreuzberger Krawallen (Berlin)

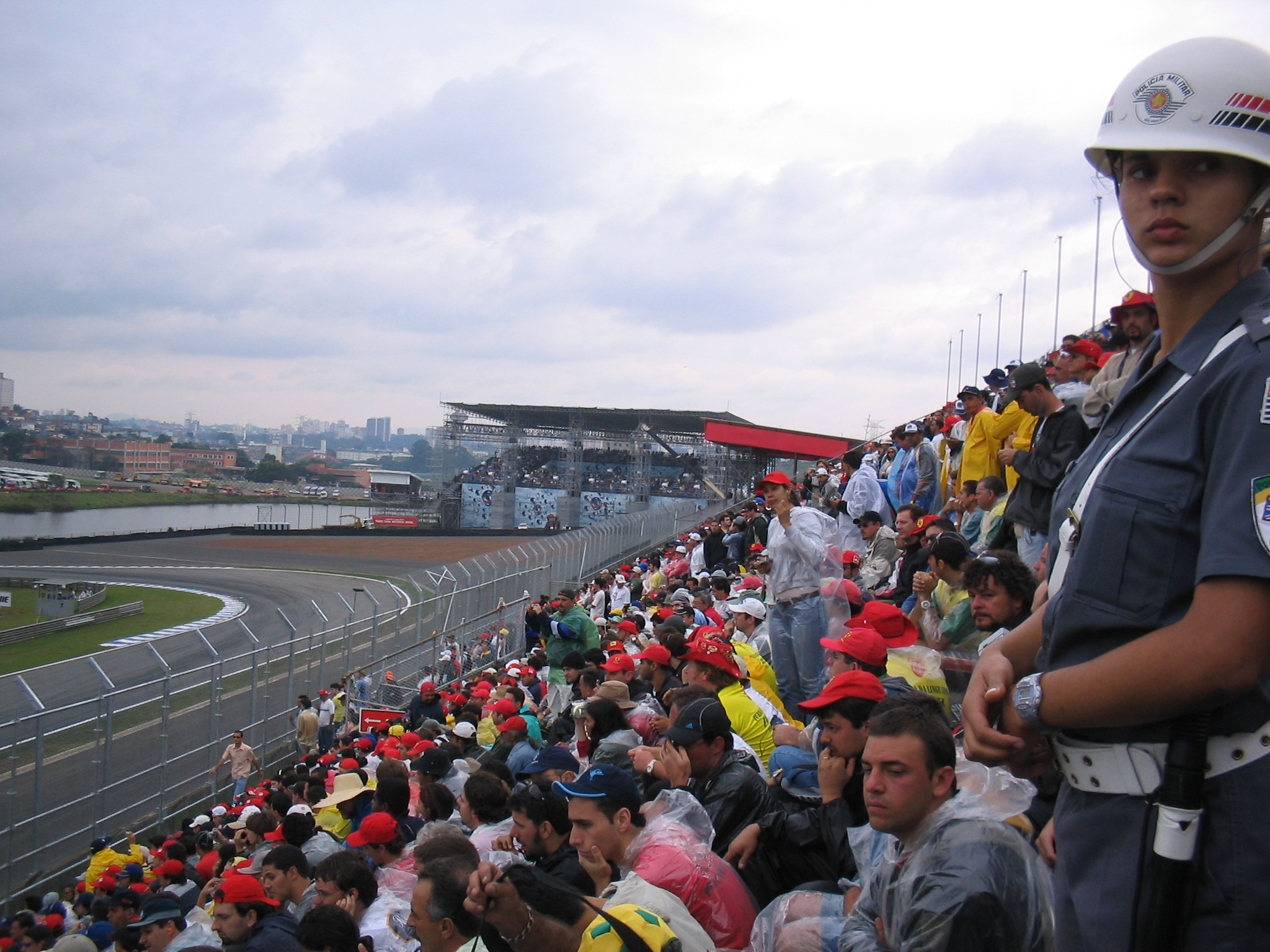
Sportveranstaltung

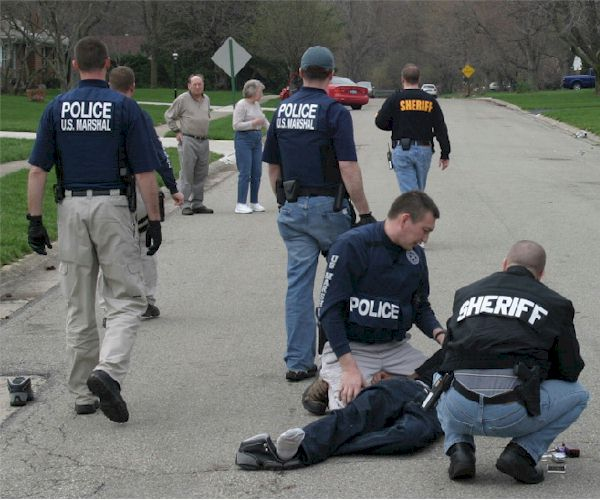
Festnahme

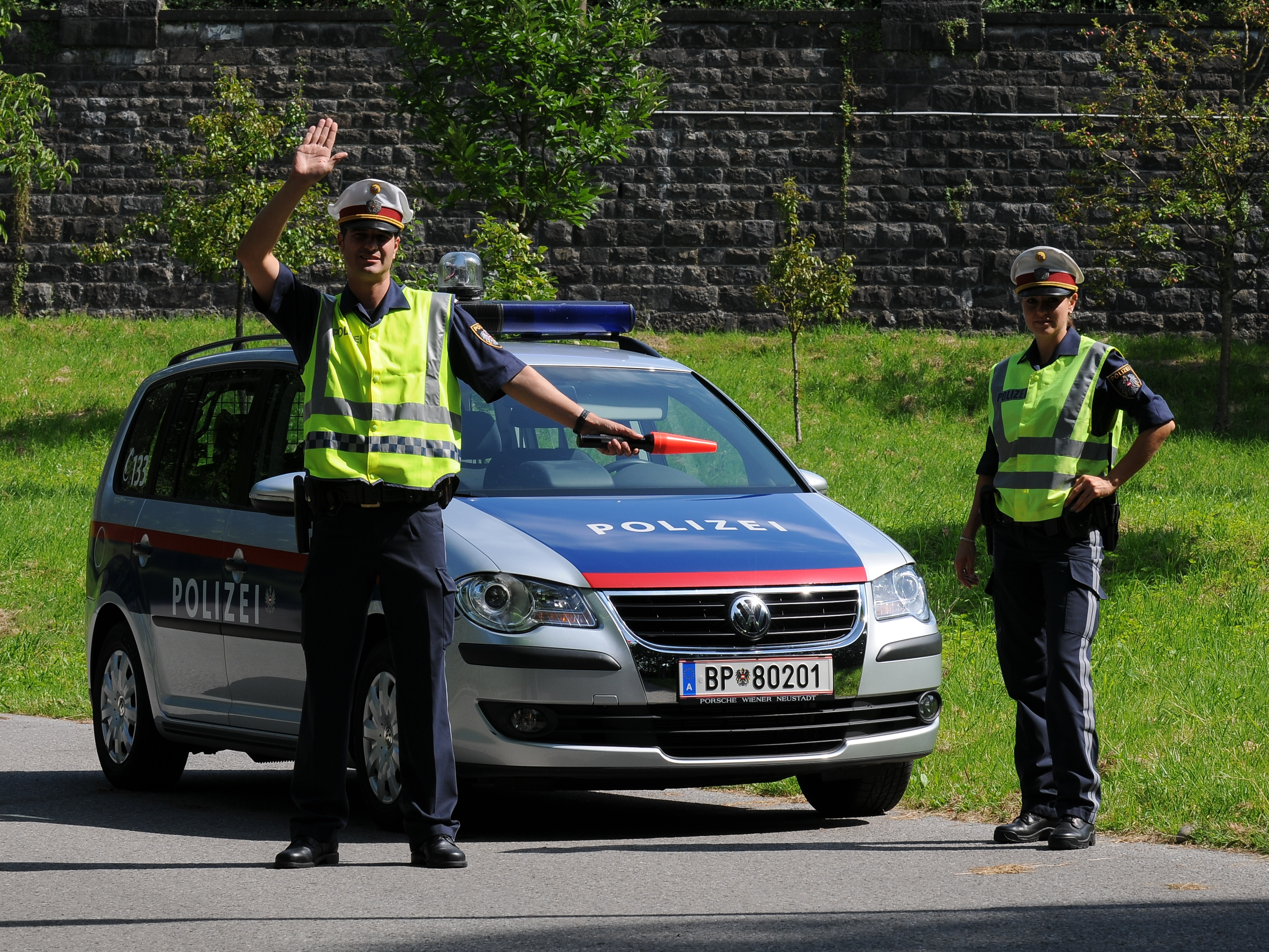
Verkehrskontrolle der österreichischen Bundespolizei

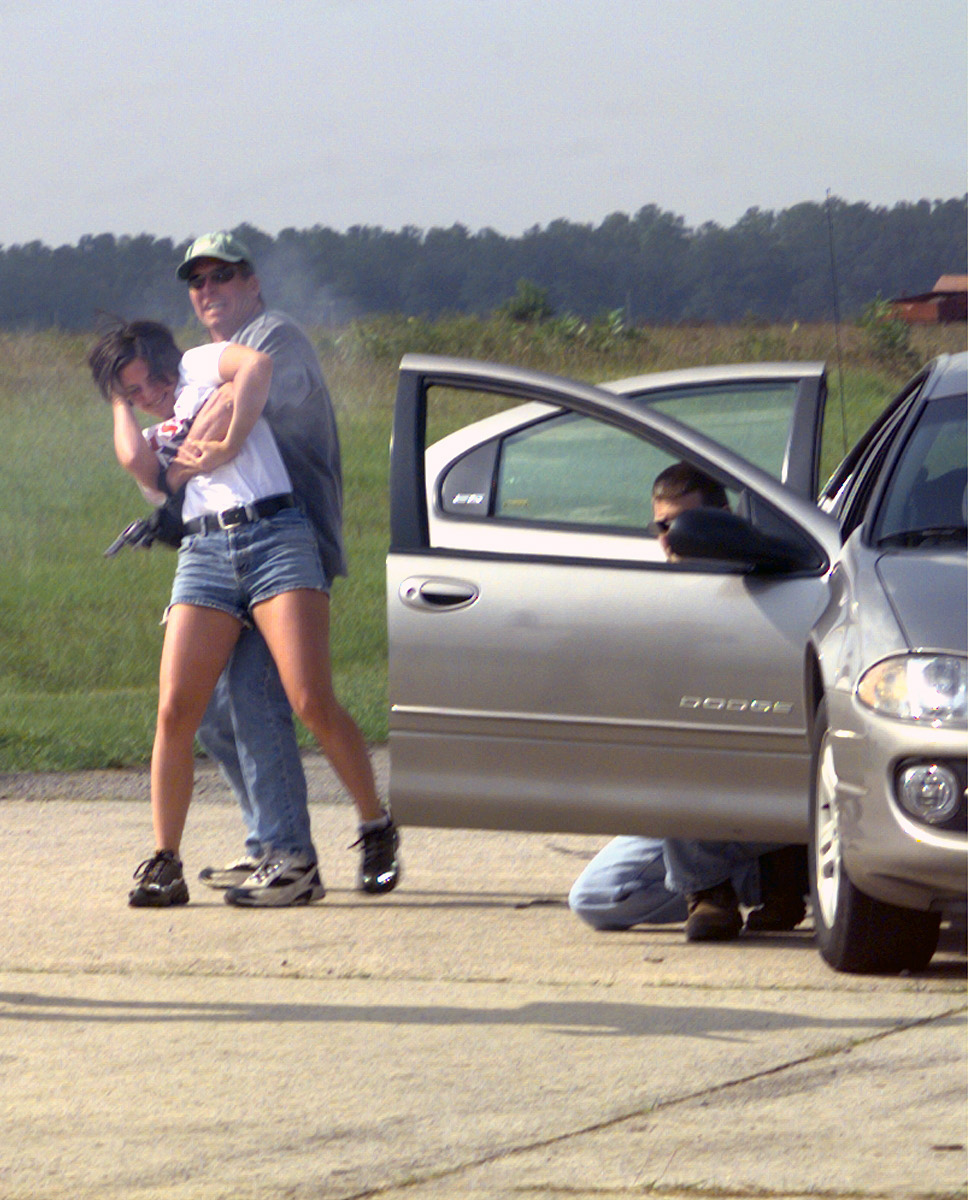
Geiselnahme (Polizeiübung)

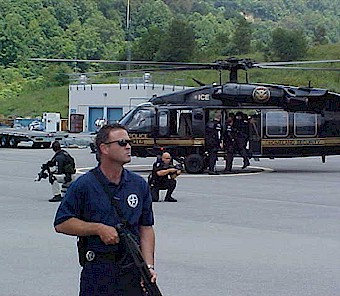
United States Marshals bei der Nahsicherung eines Gefangenentransportes

Eine Polizeieinsatzart ist eine Möglichkeit einer Reaktion auf ein Ereignis, der das Ausrücken von Einsatzkräften erforderlich macht und durch einen Polizeieinsatz bewältigt wird. Ihr liegt eine polizeiliche Lage zu Grunde, nach der eine Alarmierung vorgesehen ist. Letztere ist eine Folge aus Einsatzkonzepten oder eine Entscheidung aufgrund dienstlicher oder polizeirechtlicher Vorgaben.
Das Spektrum der Einsatzarten ist äußerst vielfältig; Beispiele hierfür sind:
- Abschiebungen (Vollzugshilfe für die Ausländerbehörde oder das Bundesamt für Migration und Flüchtlinge)
- Absperrungen, zum Schutz von Tat-, Ereignis- und Versammlungsorten
- Alarme, z. B. Überfallalarme und Feueralarme
- Amtshilfe als Teil der Öffentlichen Verwaltung (Verwaltungsrecht)
- Amok
- Anlagensicherung (Objektschutz)
- Arbeitsunfälle (Betriebsunfälle)
- Belästigungen, z. B. durch Personen oder durch Umwelteinflüsse (z. B. Geschäftsschädigung, Ruhestörung)
- Benachrichtigungen, z B. Überbringen einer Todesnachricht
- Bergen und Retten von Mensch und Tier
- Beschlagnahme und Sicherstellungen
- Entführung
- Erster Angriff mit den Unterarten Auswertungs- und Sicherungsangriff
- Erkennungsdienstliche Behandlungen
- Dringliche Fahndungen
- Fahrzeugkontrollen
- Festnahmen
- Fundsachenentgegennahme als ständige Amtshilfe für die Stadt-/Gemeindeverwaltung
- Gefahrenabwehr als ständige und originäre Aufgabe der Polizei
- Geiselnahme
- Gipfeltreffen, siehe Summit policing
- Großschadensfälle
- Demonstrationen, Streiks, Versammlungen, Straßenschlachten und Blockaden
- Durchsuchungen
- Eigentumssicherung (z. B. Fundsachen und unverschlossene Fahrzeuge oder Ladengeschäfte)
- Gefangenentransport
- Öffentlich-rechtliche Geldtransporte, Begleitung mit Transportkommandos sowie Polizeibeamte im Geldtransporter
- Häusliche Gewalt
- Hilfe bei Notfällen, Hilflosigkeit oder Gefahr (Hilfeleistung, Menschenrettung)
- Informationsaustausch mit anderen Behörden
- Katastrophen, z. B. Hochwasser, starker Schneefall, Stürme oder Vulkanausbrüche
- Kurierdienst, meist zu Behörden oder innerdienstlich
- Menschenrettung
- Nacheile (Verfolgung)
- Observation
- Ordnungswidrigkeiten und Straftaten
- Personenkontrolle
- Personenschutz, z. B. Hotelwache
- Polizeigewahrsame
- Polizeikessel (im geschlossenen Einsatz)
- Räumung
- Razzien
- Schutz privater Rechte, z. B. Personalienaustausch, Fundsachenverwahrung
- Schussabgaben (Reaktion ggfs.: Schusswaffengebrauch)
- Schulwegsicherung
- Begleitung von Schwertransporte, auch die Sperrung von Straßen/Plätzen/Wegen und Verkehrslenkung
- Sitzungspolizei bei Gericht im Auftrag des vorsitzenden Richters
- Staatsbesuche, z. B. Eskorten und Straßensperren
- Straßenschlachten
- Streitschlichtung
- Suizide und Versuche
- Unfallmeldungen
- Unterstützung eigener Kräfte bzw. Dienststellen oder auch von externen Behörden (Ermittlungsersuchen)
- Verkehrsmaßnahmen wie z. B. Verkehrsregelungen, Verkehrsüberwachung, Verkehrsbehinderungen und Gefahrenstellen
- Verdächtige Wahrnehmungen, z. B. in einem geschlossenen Geschäft läuft eine Person mit einer Taschenlampe herum
- Verkehrskontrolle
- Verkehrsposten (Verkehrsregelung durch Personen)
- Verkehrsüberwachung des fließenden und des ruhenden Verkehrs
- Verkehrsunfälle
- Vermisste Personen (“Vermissung”), grundsätzlich bei Minderjährigen oder bei Erwachsenen, sofern Anhaltspunkte für eine Gefahr für Leib oder Leben bestehen
- Vollzugshilfe für Behörden, z. B. Rechtshilfe auswärtiger Justizbehörden bzw. Amts-/Vollstreckungshilfe inländischer Behörden
- Vorführdienste für Justizbehörden
- Vorladungen und Abladungen polizeilicher Art oder auch im Auftrag der Justizverwaltung
- Zwangseinweisungen in ein psychiatrisches Krankenhaus

sowie sämtliche strafbare und ordnungswidrige Handlungen bzw. Störungen der Öffentlichen Sicherheit (Gefahrenabwehr).
Einige der Einsätze werden mit Einsatzfahrzeugen durchgeführt. Viele der Einsatzarten können mit Unmittelbarem Zwang durchgesetzt werden. In Deutschland können sie unter Inanspruchnahme der Sonder- und Wegerechte vorgenommen werden, in der Schweiz haben sie Vortritt gemäß VRV.
Die Einsatzkräfte kommunizieren vor Ort sowie im Vorfeld untereinander, um Informationen auszutauschen (Lage, Maßnahmen, Abstimmungen etc.). Des Weiteren findet ggfs. eine Abstimmung mit dem Einsatzleiter sowie mit der Leitstelle statt. Um den Einsatzkanal nicht mit unwesentlichen Informationen zu belasten, kommunizieren die Streifen vor Ort in der Regel auf dem 2-Meter-Band.